# HD159541
HD159541 — хімічно пекулярна зоря спектрального класу A4, що має видиму зоряну величину в смузі V приблизно  4,9.
Вона  розташована на відстані близько 99,0 світлових років від Сонця.

## Фізичні характеристики
Зоря HD159541 обертається 
досить швидко 
навколо своєї осі. Проєкція її екваторіальної швидкості на промінь зору становить  Vsin(i)= 86км/сек.